# Блок, Юлиус
Ю́лиус (Ю́лий Ива́нович) Блок (нем. Julius Block; 1858, Питермарицбург, Наталь — 1934, Веве, Швейцария) — предприниматель и филофонист немецкого происхождения, пионер российской звукозаписи. Создатель коллекции фонографических записей музыкальных и чтецких исполнений, голосов деятелей культуры конца XIX — начала XX века, автор мемуаров об известных современниках и истории собрания коллекции.

## Биография и деятельность
Юлиус Блок родился в 1858 году в семье немецкого предпринимателя в Питермарицбурге, в британской колонии Наталь, ныне в ЮАР. Отец был владельцем компании, занимавшейся распространением в России новинок иностранного технического оборудования (велосипеды, пишущие и швейные машинки и т. д.). Юлиус вырос в Санкт-Петербурге, получил образование в Лондоне и Нью-Йорке. Собирался стать музыкантом, но по настоянию отца занялся коммерцией, оставаясь меломаном и музыкантом-любителем (по одним сведениям, был «неплохим скрипачом», по другим — пианистом).

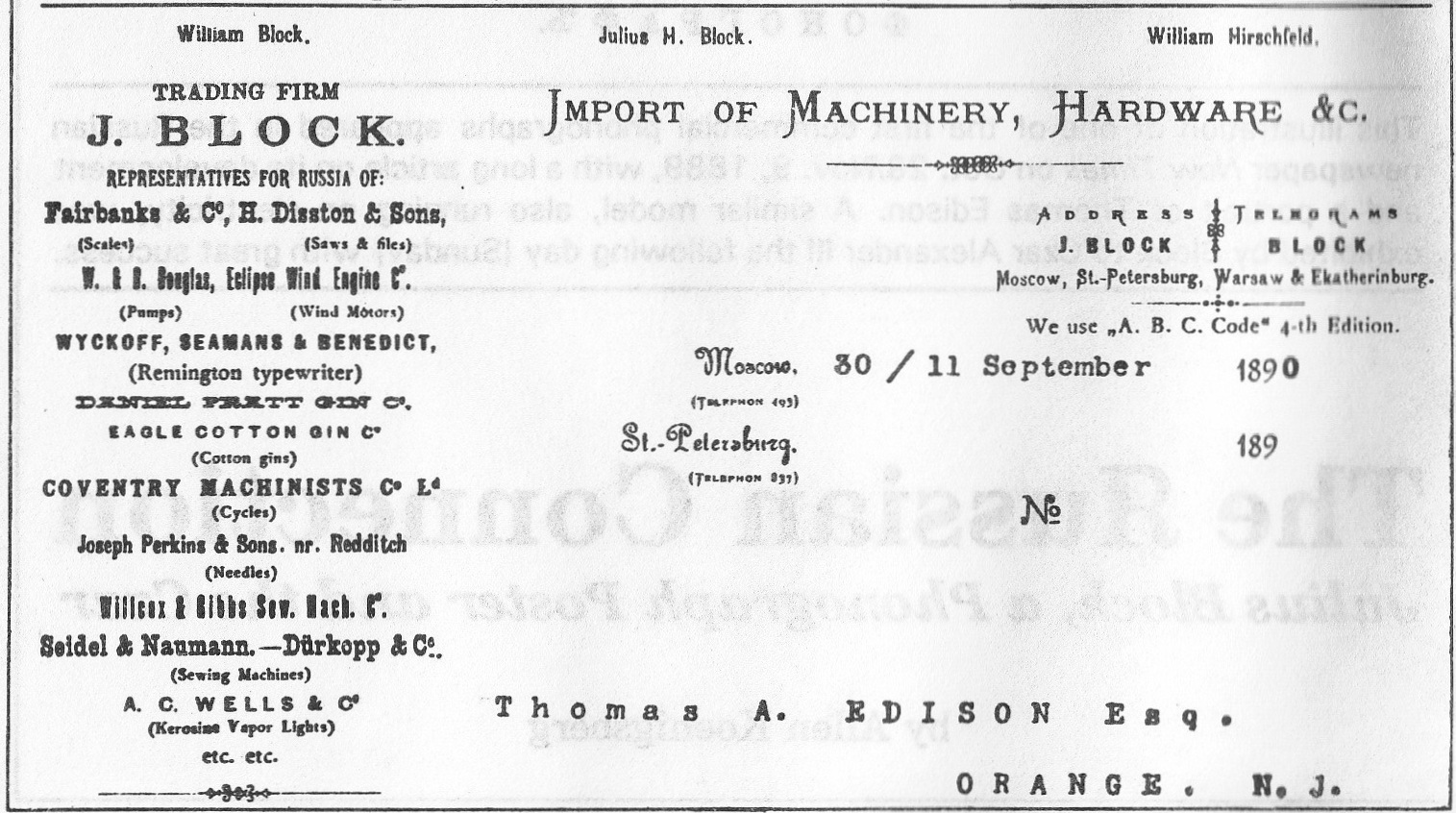
Бланк торговой фирмы «J. Block». 1890

В 1880—1890-х годах возглавлял семейную фирму «Жюль Блок» («Товарищество Ж. Блока»), по оценке историков, «немало способствова[вшую] научно-техническому прогрессу в России». В 1879 году фирма впервые ввезла в Россию велосипеды, в 1885-м году — пишущие машинки «Remington». Московский магазин торгового дома находился на Кузнецком Мосту, петербургский — на Большой Морской улице.
Юлиус Блок (в России его называли Юлием Ивановичем) активно использовал распространяемые своей компанией технические новинки — увлекаясь велосипедным спортом, популяризировал его в Российской империи. В 1883 году стал победителем в первой в России велогонке на 1,5 версты; в 1884 году — организатором Московского общества велосипедистов-любителей (МОВЛ) и автором его устава. В начале 1890-х написал несколько книг, посвящённых значению велосипеда для здоровья, обучению езде и уходу за транспортным средством.

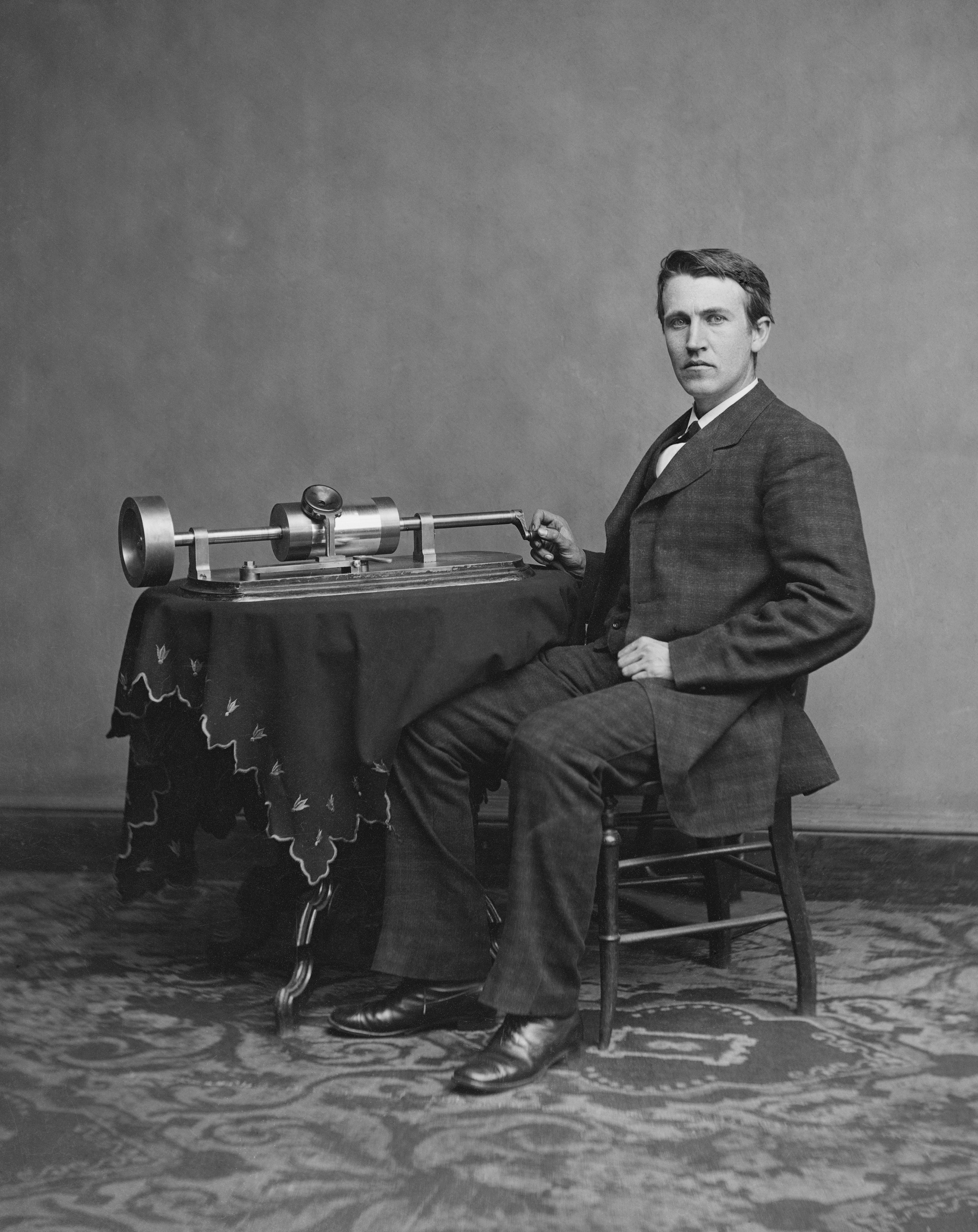
Т. Эдисон с фонографом. 1877—1878

В 1889 году Блок посетил лабораторию Томаса Эдисона в Нью-Джерси, получил разрешение изобретателя на распространение в России фонографа. Представил изобретение при дворе российского императора Александра III, демонстрировал аппарат в музыкальных и научных обществах — Петербургской и Московской консерваториях, Императорской Академии наук и др. Устраивал «фонографические вечера» в Москве и Санкт-Петербурге, производил первые в России звукозаписи музыкальных и чтецких исполнений, голосов выдающихся современников.
В 1899 году Блок покинул Россию, переехал в Германскую империю. Жил в Берлине, где также делал фонографические записи. В 1920—1930-х годах жил в Швейцарии, в Веве. В эти годы написал мемуары о выдающихся современниках и обстоятельствах проведения фонографических записей, составивших его собрание.
Умер в 1934 году в Швейцарии.

## «Альбом Эдисона». Реакция современников
Блок вёл «Альбом Эдисона», прося современников оставлять свои впечатления об изобретении. В числе оставивших в альбоме отзывы были П. И. Чайковский, Л. Н. Толстой, Н. А. Римский-Корсаков, А. Г. Рубинштейн и др. П. И. Чайковский охарактеризовал аппарат как «поразительнейшее, прекраснейшее, интереснейшее изобретение, среди всех тех, что делают честь 19-му веку», Л. Н. Толстой предсказывал, что фонограф ознаменует собой новую «эпоху в истории человечества».
По воспоминаниям современника, музыковеда, композитора и музыкального критика Л. Л. Сабанеева, записываемые, как правило, были недовольны записями своих голосов. С. И. Танеев, прослушав запись, «начал дико хохотать»:

— Неужели в самом деле у меня такой противный голос! Кончится тем, что я наложу на себя обет молчания. Такая гадость! <…>

— Лев Николаевич тоже остался своим голосом недоволен, — сказал Юлий Иванович. — Он говорил мне, что никак не ожидал, что у него такой глухой и стариковский и вдобавок ещё злой голос. Вот, говорит, прослушал и теперь знаю, что я — старик, да ещё и злой старик.
По свидетельству коллекционера, многие записываемые им музыканты «чувствовали неудобство перед фонографом» и оставались разочарованы записями. «Самая строгая критика исполнителя исходит из фонографа», — отмечал профессор Московской консерватории И. В. Гржимали. «Gare aux executant!» — предупреждал А. Г. Рубинштейн, наотрез отказавшийся от записи своей игры, не желая, чтобы «его ошибки были увековечены».

## Фонографическое собрание
Мне доводилось видеть тысячи лиц, но ни одно из них невозможно сравнить с выражением лица Антона Рубинштейна, когда он впервые услышал фонограф. C первых же нот он выглядел остолбеневшим. С широко открытым ртом, уставившись в стену, крепко схватившись за наушники, он, казалось, готов был сорвать их с себя. Но неожиданно выражение страха и ужаса сменилось удивлением, восхищением, и он долгое время оставался без движения.
Собрание Юлиуса Блока содержит фонографические записи, сделанные им с 1889 по 1927 год в России, Германии и Швейцарии. Коллекционер записывал сольные вокальные и инструментальные исполнения и музыкальные ансамбли, художественные чтения, театральные монологи и диалоги, голоса композиторов, писателей, артистов и других известных современников.
Записи делались на восковые валики, вмещавшие до 4 минут звука, что влияло на выбор фрагментов произведений для записывания. Записи начинались кратким представлением, содержащим имя исполнителя, название произведения, дату и место записи, последнее часто обозначалось: «В квартире Юлия Ивановича Блока».
Филофонистом были записаны голоса композиторов П. И. Чайковского, Н. А. Римского-Корсакова, А. Г. Рубинштейна, С. И. Танеева, А. С. Аренского, дирижёра А. Никиша, артистов Малого театра А. И. Южина-Сумбатова, А. П. Ленского, писателя Л. Н. Толстого, народных сказителей И. Т. Рябинина, И. А. Федосовой, исполнения певцов Е. А. Лавровской, В. М. Самуся, Л. Д. Донского, Н. Н. Фигнера, Е. Герхардт и музыкантов И. В. Гржимали, А. А. Брандукова, А. Н. Есиповой, П. А. Пабста, Л. Д. Крейцера, Я. Хейфеца, И. Гофмана, Э. Петри и др.

## Судьба коллекции
Понимая ценность собранной им коллекции, в 1910 году Блок отправил Эдисону несколько восковых валиков с записями, рассчитывая на изготовление изобретателем надёжных копий, однако впоследствии эти валики погибли при пожаре лаборатории.
Согласно свидетельству сына коллекционера, собрание звукозаписей Юлиуса Блока было разделено на три части, одна была отправлена Блоком после Первой мировой войны в Бернский университет в Швейцарию, другая — в Варшаву. Третья часть позднее попала в Берлин. Коллекционеры и издатели записей Блока Джон Малтиз (англ. John Maltese) и его сын Джон Антони Малтиз (англ. John Anthony Maltese) указывают, что в 1930 году Ю. Блок начал переговоры с фонограммархивом берлинского Этнологического музея о передаче коллекции, для пробы передал в музей три восковых валика для изготовления копий с применением метода гальванизации. Предприятие не осуществилось из-за финансовых сложностей и последовавшей вскоре смерти коллекционера.
После смерти Блока в 1934 году его дочь передала восковые валики с записями в фонограммархив Этнологического музея Берлина. Коллекция сопровождалась описью под названием «Фонограммотека» (нем. «Phonogrammothek»), содержащей аннотации записей и указание номеров коробок, где находились соответствующие валики. Эта часть коллекции (359 восковых и 3 медных гальванических цилиндра (матрицы)) хранилась в берлинском фонограммархиве до 1944 года, когда в связи с бомбардировками немецких городов союзной авиацией была эвакуирована в Силезию, в соляные шахты. Сопровождающая документация оставалась в Берлине.
В конце Второй мировой войны коллекция Блока в числе других «трофейных» культурных ценностей попала в Советский Союз, находилась в Москве, затем в Ленинграде, в Пушкинском Доме. Согласно инвентаризации специально созданной комиссии, возглавляемой музыковедом В. Е. Гиппиусом, на 1949 год коллекция насчитывала 14 478 единиц хранения (2273 оригинальных восковых валика, 5006 восковых копий и 7199 медных гальванических цилиндров), часть восковых валиков и копий была повреждена.
Содержимое 2000 восковых валиков было скопировано на магнитные плёнки без соотнесения с остававшейся в Берлине описью. В 1958 году после распоряжения о возвращении «трофейных» культурных ценностей материалы берлинского фонограммархива были возвращены в ГДР. Часть оригиналов с записями голосов деятелей русской культуры осталась в Пушкинском Доме.
Зарубежные исследователи и семья Ю. Блока долгое время считали, что берлинская и варшавская части коллекции погибли во Вторую мировую войну, в предисловии к изданию мемуаров Блока сын коллекционера указывал, что сохранилась лишь швейцарская часть коллекции в музее Бернского университета под названием «Музыкально-историческая коллекция редких произведений и рукописей Чайковского, Танеева, Юона и т. д. Библиотека Блока. Музыкальный семинар. Берлинский университет».
В начале 1990-х годов 24 фоновалика с сопроводительными материалами из коллекции Блока появились на аукционе в Лондоне, были приобретены нью-йоркским коллекционером Алленом Кенигсбергом.
Американские публикаторы звукозаписей Дж. и Дж. А. Малтизы считают наиболее интересной судьбу валика, содержащего единственную сохранившуюся запись голоса П. И. Чайковского. Истории его выявления и атрибуции в 1997 году посвящено несколько работ. Запись послужила основой для короткометражного фильма «Фонограф» (2016; режиссёр Кирилл Серебренников, роль Ю. Блока исполнил Е. Б. Каменькович).
Часть из упомянутых Блоком в мемуарах записей отсутствует в его описи «Фонограммотека» и не обнаружена исследователями.

## Наследие
Блоковский «Альбом Эдисона» хранится в Нью-Йоркской публичной библиотеке, переписка Блока с Т. Эдисоном — в архиве изобретателя в Нью-Джерси, письма филофониста к П. И. Чайковскому — в Доме-музее композитора в Клину.

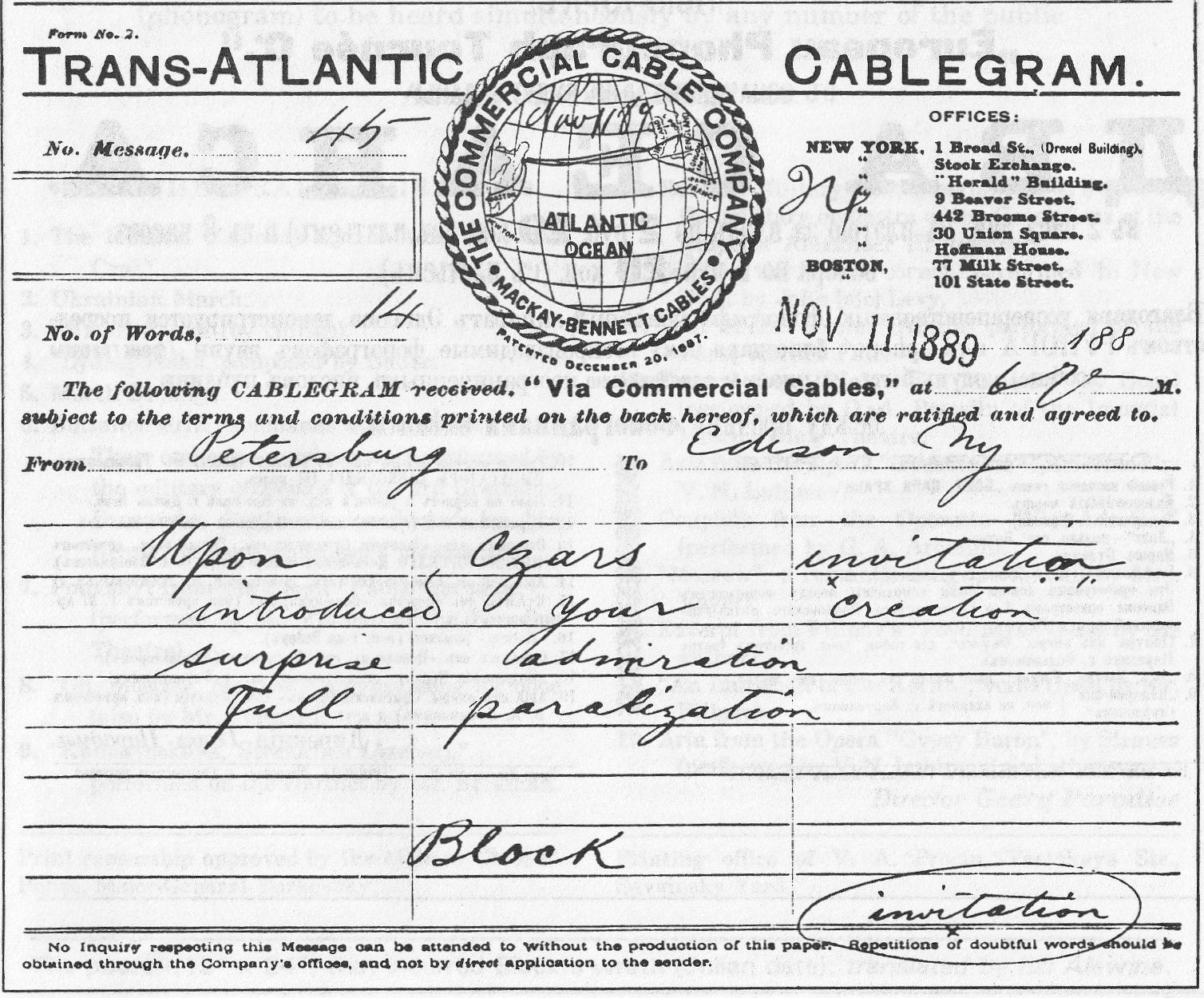
Телеграмма Ю. Блока Т. Эдисону о демонстрации фонографа при дворе Александра III. 11 ноября 1889

Воспоминания Юлиуса Блока об истории и обстоятельствах создания коллекции и известных современниках были опубликованы небольшим тиражом в 1960-х годах. В 1965 году рукопись передана сыном коллекционера в Йельский университет. В 1992 году мемуары опубликованы издательством «Kabel Publishers». В 1990—2010-х годах переводы фрагментов воспоминаний на русский язык публиковались в российских журналах и сборниках.
В 1985 году сделанные Блоком в 1894-м записи сказителя И. Т. Рябинина вошли в состав грампластинки «Былины русского Севера. Сказители Рябинины. Исторические записи 1894, 1921, 1926 гг.» фирмы «Мелодия» (МОНО, М2046391007).
В 2008 году отреставрированные записи из собрания Юлиуса Блока были выпущены американской компанией «H. W. Marston & Co» на тройном компакт-диске «На заре звукозаписи: Валики Юлиуса Блока» (англ. «The dawn of recording: The Julius Block cylinders»).

## Комментарии
1. ↑  Фирма существовала с 1863 по 1917 год[10].
2. ↑  Велогонка проходила 24 июля 1883 года на Ходынском поле, на земляной утрамбованной дорожке без виражей. Состязание проводилось на высоких велосипедах («Паук»). Ю. Блок победил с результатом  3 минуты 38 секунд[11].
3. ↑  Представление новинки при дворе имело большой успех («Surprise, admiration, full paralization», — телеграфировал Блок Эдисону), по просьбе Блока изобретатель прислал в подарок императору личный фонограф[12].
4. ↑  Блоком была сделана первая запись голоса Л. Н. Толстого, при участии предпринимателя писателю был подарен велосипед[13][14].

### Статьи

#### На русском языке
- Айбиндер А. Г. Ю. И. Блок. Настоящий Толстой // Толстовский сборник — 2008: Материалы XXXI Международных Толстовских чтений, посвящённых 180-летию со дня рождения Л. Н. Толстого: в 2 ч. — Тула: Изд-во Тульского гос. педагогич. ун-та им. Л. Н. Толстого, 2008. — Т. 2. — С. 12—13.
- Вайдман П. Е. «Мы услышали голос Чайковского…» // П. И. Чайковский. Забытое и новое : альманах / Мин-во культуры Моск. обл., Гос. дом-музей П. И. Чайковского в Клину. — Клин, 2003. — Вып. 2. — С. 393—398.
- Золотухин В. В. Южин и Ленский: ранние звукозаписи русских актеров // Театр : лит.-худож. журн. — М., 2015. — № 18 (Ноябрь). — С. 229—231.
- Копытова Г. В. Фонографическая коллекция Юлия Блока: антология музыкального исполнительства конца XIX — начала XX вв // Musicus : Вестник Санкт-Петербургской государственной консерватории им. Н. А. Римского-Корсакова. — СПб., 2009. — № 3. — С. 63—65.
- Денисов В. Н. О фонографической записи голоса П. И. Чайковского из коллекции собирателя Юлиуса Блока. — Вестник Удмуртского университета. — 2016. — Т. 26, вып. 4. — С. 135—140. — (История и филология).

#### На английском языке
- Koenigsberg A. The Russian connection: Julius H. Block meets the Czar (англ.) // Antique phonograph monthly. — 1992. — Vol. 10, iss. 88, no. 4. — P. 3—9.
- Wakin D. J. Classical Ghosts, Audible Once Again (англ.) // New York Times. — New York, 2008. — Iss. October 24.

### Мемуары
- Сабанеев Л. Л. Первый фонограф // Воспоминание о России / Леонид Сабанеев. — М., 2005.